# Lauri Lehtinen
Lauri Aleksanteri Lehtinen (Porvoo, 10 augustus 1908 – Helsinki, 4 december 1973) was een Fins atleet en winnaar van de controversiële 5.000 m op de Olympische Spelen van 1932 in Los Angeles. Hij had zeven jaar lang het wereldrecord in handen op de 5.000 m.

## Biografie
Lauri verbeterde een maand voor de Spelen het acht jaar oude wereldrecord op de 5.000 meter van Paavo Nurmi tot 14.17,0. Hiermee werd hij een van de grote favorieten op de Olympische Spelen van 1932. In de finale namen de Finnen Lehtinen en Lauri Virtanen vroeg de leiding. Zij slaagden erin alle achtervolgers af te schudden met uitzondering van de Amerikaan Ralph Hill.
Snel werd de wedstrijd een strijd tussen Lehtinen en Hill. In de laatste ronde probeerde Hill, Lehtinen in te halen, de Fin blokkeerde zijn doorgang en zigzagde van de ene naar de andere baan tot grote onvrede van het publiek. Lehtinen had op de finish een voorsprong van 50 centimeter op Hill. Alhoewel dit in Europa een gebruikelijk tactiek was, waren de Amerikanen hierover verbolgen. Hill weigerde echter om protest in te dienen. De officiële tijd van beide is 14.30,0. Dit was de enige olympisch wedstrijd langer dan 200 meter waarbij de twee snelste lopers exact dezelfde tijd liepen.
Op de Olympische Spelen van 1936 kon Lehtinen zijn titel niet prolongeren en werd tweede achter landgenoot Gunnar Höckert.
In 1940 schonk Lehtinen zijn gouden medaille uit respect aan de soldaat Gunnar Höckert. Höckert had zich vrijwillig in het leger aangemeld om te vechten tegen de Sovjet-Unie in de Winteroorlog en kwam één dag voor zijn dertigste verjaardag in Karelië om het leven.

## Palmares

### 5000 m
- 1932:  OS - 14.30,0
- 1936:  OS - 14.25,8

1912: Hannes Kolehmainen ·
1920: Joseph Guillemot ·
1924: Paavo Nurmi ·
1928: Ville Ritola ·
1932: Lauri Lehtinen ·
1936: Gunnar Höckert ·
1948: Gaston Reiff ·
1952: Emil Zátopek ·
1956: Vladimir Koets ·
1960: Murray Halberg ·
1964: Bob Schul ·
1968: Mohammed Gammoudi ·
1972: Lasse Virén ·
1976: Lasse Virén ·
1980: Miruts Yifter ·
1984: Saïd Aouita ·
1988: John Ngugi ·
1992: Dieter Baumann ·
1996: Vénuste Niyongabo ·
2000: Millon Wolde ·
2004: Hicham El Guerrouj ·
2008: Kenenisa Bekele ·
2012: Mo Farah ·
2016: Mo Farah ·
2020: Joshua Cheptegei ·
2024: Jakob Ingebrigtsen